# أرينا شولغينا
أرينا شولغينا (بالروسية: Арина Владимировна Шульгина، ولدت في 25 يونيو 1991) هي لاعبة ترايثلون روسية فائزة بسباق الترايثلون السريع في بطولة روسيا 2010 في بينزا، وعضو احتياطي في المنتخب الوطني الروسي. حصلت على لقب أستاذة الرياضة عام 2011.
في بطولة روسيا 2010، فازت بالميداليات الذهبية في سباقات السرعة لفئة الناشئين تحت 23 عامًا، واحتلت المركز الثالث في تصنيف روسيا تحت 23 عامًا، والمركز الخامس في تصنيف كأس روسيا تحت 23 عامًا.